# Krzyż z Cong

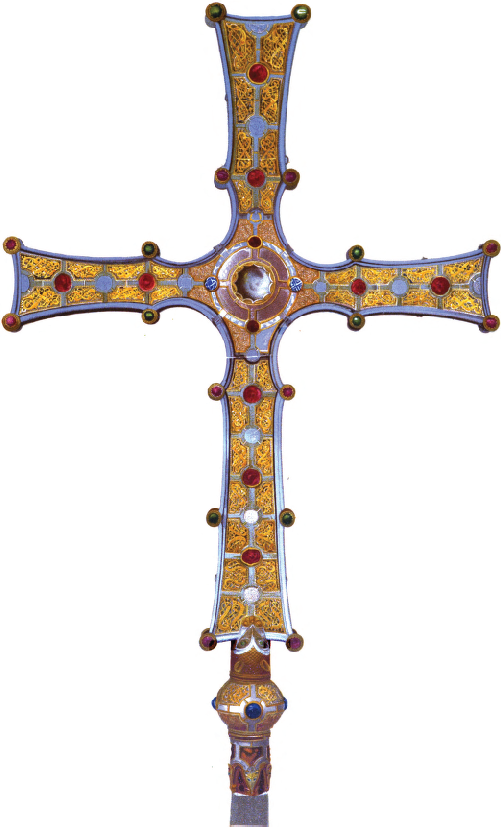
Krzyż z Cong

Krzyż z Cong (irl. An Bacall Buí) – średniowieczny krzyż procesyjny pełniący także funkcję relikwiarza na relikwie Świętego Krzyża. Wykonany został na zlecenie Tairdelbacha Ua Chonchobaira (Turlough O'Conor), władcy Connachtu i wielkiego króla Irlandii. Krzyż początkowo znajdował się w Tuam, a następnie trafił do opactwa w Cong, od którego wzięła się jego nazwa. Obecnie przechowywany jest w Muzeum Narodowym w Dublinie. Ze względu na kunsztowne wykonanie oraz bogate zdobienia uznawany jest za jeden z najpiękniejszych zabytków średniowiecznej sztuki sakralnej.

## Charakterystyka
Krzyż mierzy ok. 76 cm wysokości, 48 cm szerokości i 35 mm grubości. Wykonany został z drewna dębowego, które pokryto miedzią oraz elementów dekoracyjnych ze złota, srebra, mosiądzu, kolorowego szkła oraz kamieni szlachetnych. Poza tradycyjnie irlandzkimi cechami nosi także znamiona wpływów romańskich i wikińskich. Przód i tył krzyża zdobi złoty przeplatany wzór, a u jego nasady znajdują się rzeźbione głowy zwierząt. W miejscu przecięcia ramion umieszczono duży, gładki kawałek kwarcu, pod którym znajduje się miejsce na relikwie Świętego Krzyża. Po obu stronach wyryte są również inskrypcje w języku irlandzki i łacinie.
Inskrypcja brzmi:
HÁC CRUCE CRÚX TEGITUR QUÁ PÁSUS CONDITOR ORBIS
OR[ÓIT] DO MUREDUCH U DUBTHAIG DO SENÓIR ÉREND
OR[ÓIT] DO THERRDEL[BUCH] U CHONCHO[BAIR] DO RÍG EREND LASA NDERRNAD IN GRES SA
OR[ÓIT] DO DOMNULL M[A]C FLANNACÁN U DUB[THAIG] DE IMLIB CONNACHT DO CHOMARBA CHOMMAN ACUS CHIARÁN ICA N[D]ERRNAD IN GRES SA
OR[ÓIT] DO MAÉL ÍSU M[A]C BRATDAN U ECHA[C]H DORIGNI IN GRES SA
HÁC CRUCE CRÚX TEGITUR QUA PASUS CONDITOR ORBIS
co znaczy:
Tym krzyżem osłonięty jest krzyż, na którym cierpiał Stwórca świata
Modlitwa za Muiredacha Ua Dubthaiga, starszego duchownego Irlandii
Modlitwa za Tairdelbacha Ua Conchobaira, króla Irlandii, dzięki któremu powstał ten ornament
Modlitwa za Domnalla mac Flannacáin Uí Dubthaiga z pogranicza Connachtu, następcy Commána i Ciarána, dzięki któremu powstał ten ornament
Modlitwa za Máela Ísu mac Bratáin Uí Echacha, który wykonał ten ornament
Tym krzyżem osłonięty jest krzyż, na którym cierpiał Stwórca świata

## Historia

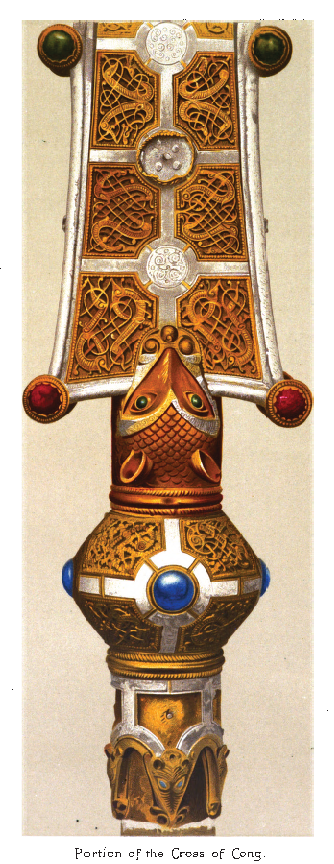
Zdobienia

Według irlandzkich roczników oraz inskrypcji znajdującej się na krzyżu, powstał on w hrabstwie Roscommon na zlecenie króla Tairdelbacha Ua Chonchobaira, między 1123 a 1127 rokiem. Możliwe jednak, że była to wspólna inicjatywa władcy oraz kościelnych hierarchów, których nazwiska również widnieją w inskrypcji. W rocznikach nazywany jest „an Bacall Buidhe”, co stanowi odniesienie do jego złotego koloru. Twórcą krzyża był rzemieślnik Máel Ísu, który wykonał też prawdopodobnie relikwiarz św. Manchana i pastorał z katedry w Aghadoe.
W 1123 roku sprowadzono z Rzymu mały fragment Świętego Krzyża i umieszczono w relikwiarzu, który następnie przekazano diecezji w Tuam. Prawdopodobnie w połowie XII wieku krzyż przeniesiono do opactwa Cong, gdzie znajdował się przez kilka następnych stuleci. Z uwagi na szczególne znaczenie był wystawiany na ołtarzu tylko podczas wyjątkowych okazji. Od XVI wieku, kiedy doszło do niepokojów religijnych, miejsce jego przechowywania jest niepewne, ale podejrzewa się, że w czasie prześladowań katolików w Irlandii mógł być ukrywany również w domach miejscowej ludności.
W 1680 roku historyk z hrabstwa Galway, Ruaidhrí Ó Flaithbheartaigh podczas wizyty w opactwie widział krzyż, który nazwał „Krzyżem opata z Cong” i  skopiował jego inskrypcję. Fakt ten odnotował jego przyjaciel Edward Lhuyd w Archaeologia Britannica z 1707 roku.
Na początku XIX wieku irlandzki antykwariusz George Petrie natrafił w książce Lhuyda na wzmiankę o krzyżu. W 1822 roku udał się do opactwa, by zobaczyć go osobiście. Później poinformował o nim swojego przyjaciela profesora Jamesa MacCullagha z Trinity College w Dublinie. MacCullagh zainteresowany historyczną wartością zabytku przyjechał do Cong i odkupił go od ojca Michaela Waldrona, który był następcą zmarłego w 1829 roku ojca Patricka Prendergasta. Był on ostatnim augustyńskim opatem w Cong. Po jego śmierci ksiądz Waldron odziedziczył dom i wszystkie rzeczy, wśród których znalazł krzyż.  Wcześniej ojciec Prendergast odnalazł go w starej dębowej skrzyni w jednym z miejscowych domów. Możliwe, że krzyż znajdował się tam od połowy XVII wieku, czyli od czasu podboju Irlandii przez Cromwella. Po odkryciu zabytku ojciec Prendergast przechowywał go w swoim domu w okolicach Ballymagibbon, niedaleko Cong.    
W 1839 roku MacCullagh przekazał krzyż do Royal Irish Academy, gdzie znajdował się przez kolejnych kilka dekad. Około 1890 roku został przeniesiony do Narodowego Muzeum Nauki i Sztuki w Dublinie, które obecnie jest Muzeum Narodowym Irlandii.